# Balthasar I Moretus
Balthasar Moretus (Anversa, 23 luglio 1574 – Anversa, 8 luglio 1641) è stato un tipografo e editore fiammingo.
Fu il titolare della Officina Plantiniana, la casa editrice fondata da suo nonno Christophe Plantin in Anversa nel 1555. Umanista di eccellente cultura, allievo e amico di Giusto Lipsio, Balthasar ha lasciato versi latini di rara eleganza; egli diede alla stamperia un nuovo fulgore. Col suo amico Peter Paul Rubens creò il tipo del bell'in-folio di Anversa del XVII secolo, illustrato da molte incisioni su rame, progettate dallo stesso Rubens ed eseguite dai Galle e da altri maestri incisori. Ingrandì gli edifici della stamperia, dando loro il carattere imponente e grazioso insieme che anche oggi si ammira.
Balthasar I morì celibe e a lui successe il nipote Balthasar II, figlio di Jean II.